# Sényő
Sényő là một thị trấn thuộc hạt Szabolcs-Szatmár-Bereg, Hungary. Thị trấn này có diện tích 18,3 km², dân số năm 2010 là 1428 người, mật độ 78 người/km².